# 裸祭
裸祭（日语：裸祭り）為日本一種男性參加者僅穿著一條褌（有时会再穿一件法被）等接近裸體、甚至全裸參加的日本節慶。

## 歷史
每年夏季或冬季，全日本每年都会在数十个地方举行裸祭。最著名的裸祭是裸祭的起源地岡山市西大寺举行的西大寺会陽。西大寺「裸祭」起源於1510年，當時信徒搶奪寺廟住持發放的守護符。西大寺裸祭在每年2月的第3個週六舉行，每年有9,000多名男性参加这一节日，他们希望通過參加裸祭爭奪僧人加持的寶木可以在一整年获得好运。2016年被日本政府列為重要無形文化財。

## 日本有名的裸祭
1. 岡山縣西大寺會陽（日语：西大寺会陽）
2. 岩手縣黑石寺蘇民祭（日语：黒石寺蘇民祭）
3. 靜岡縣見付天神裸祭
4. 福岡市博多祇園山笠
5. 愛知縣國府宮裸祭（日语：国府宮はだか祭）
6. 愛知縣美浜上野間裸祭（日语：上野間の裸まいり）

## 台灣的裸祭
1. 台灣蘭嶼的達悟族，在大船下水及豐年祭的時候，男性也會穿其傳統的丁字褲參與祭典。[4]
2. 高雄紅毛港保安堂，因祭祀日本海軍及軍艦，在神轎出巡時，也採日本裸祭的方式，由身穿丁字褲的男性扛神轎。[5]

## 相片集

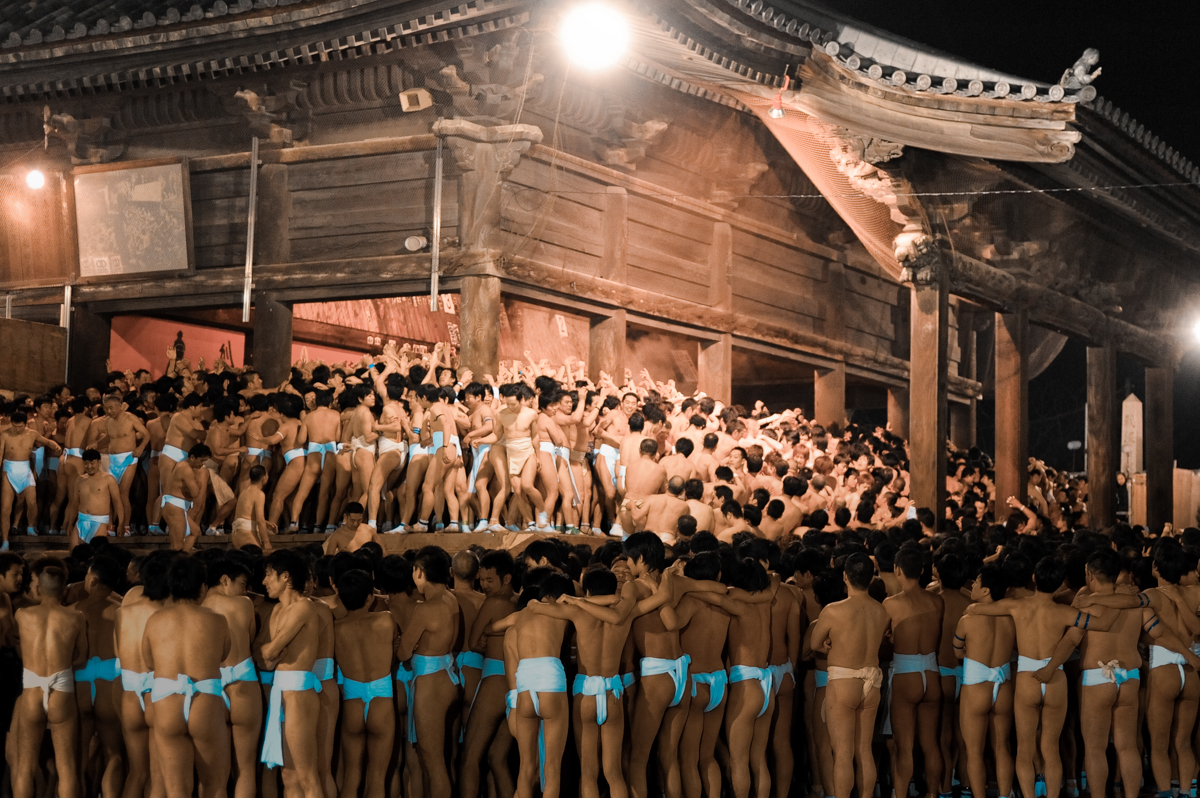
岡山市西大寺會陽裸祭（日语：西大寺会陽）
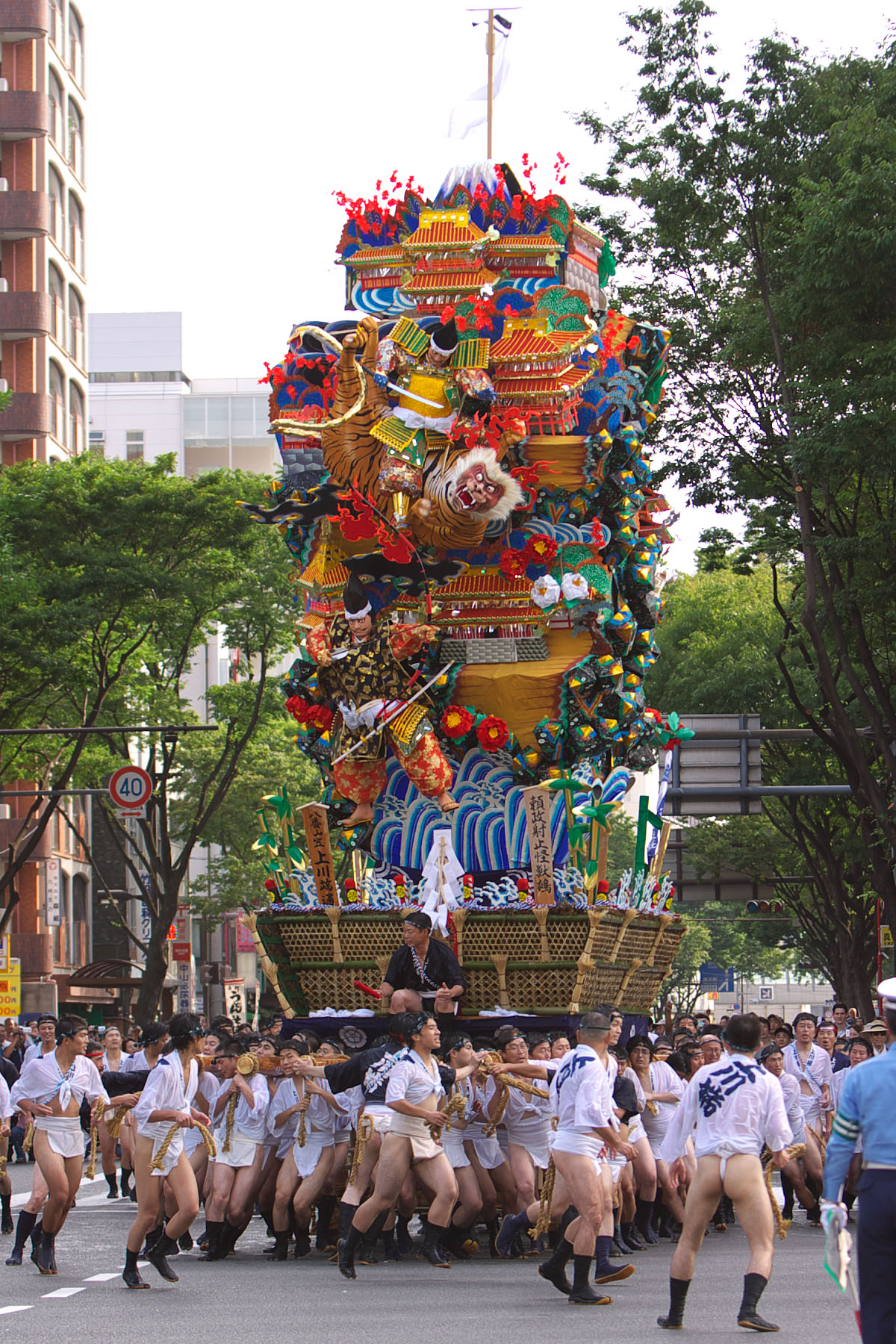
福岡市博多祇園山笠
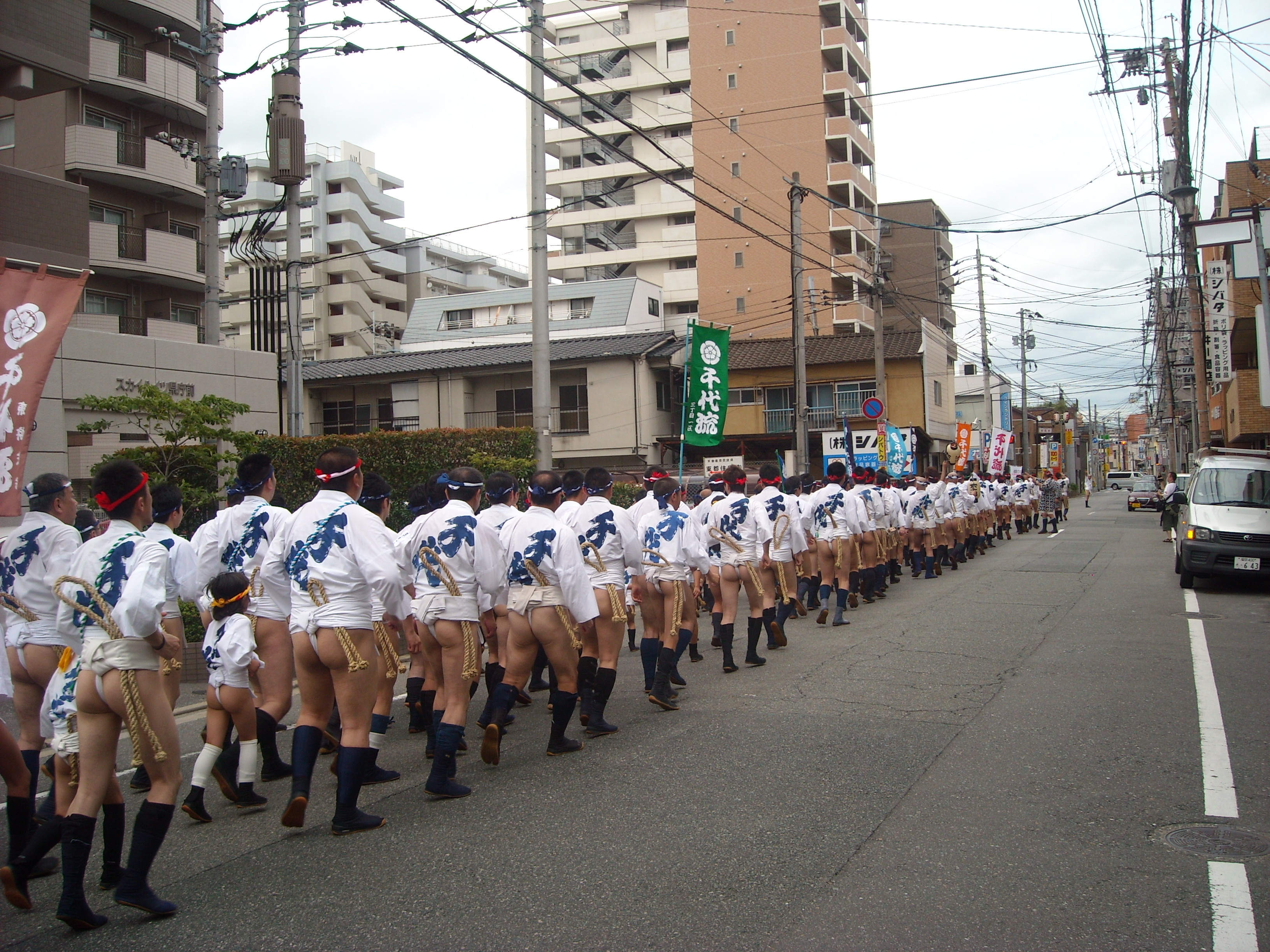
福岡市博多祇園山笠
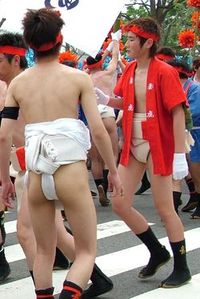
兵库县播州秋祭（日语：播州の秋祭り）
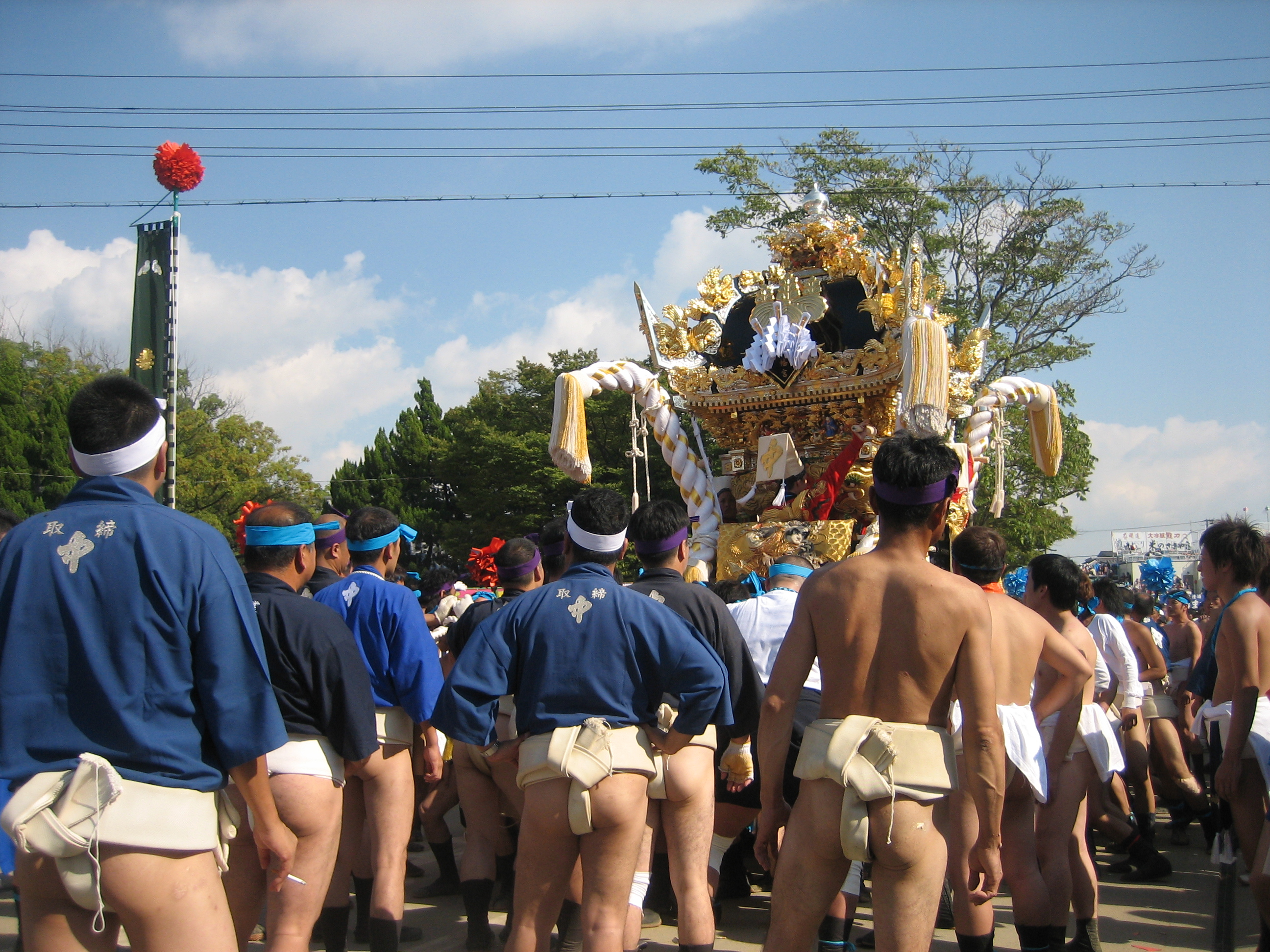
兵庫縣灘之喧嘩祭（日语：灘のけんか祭り）
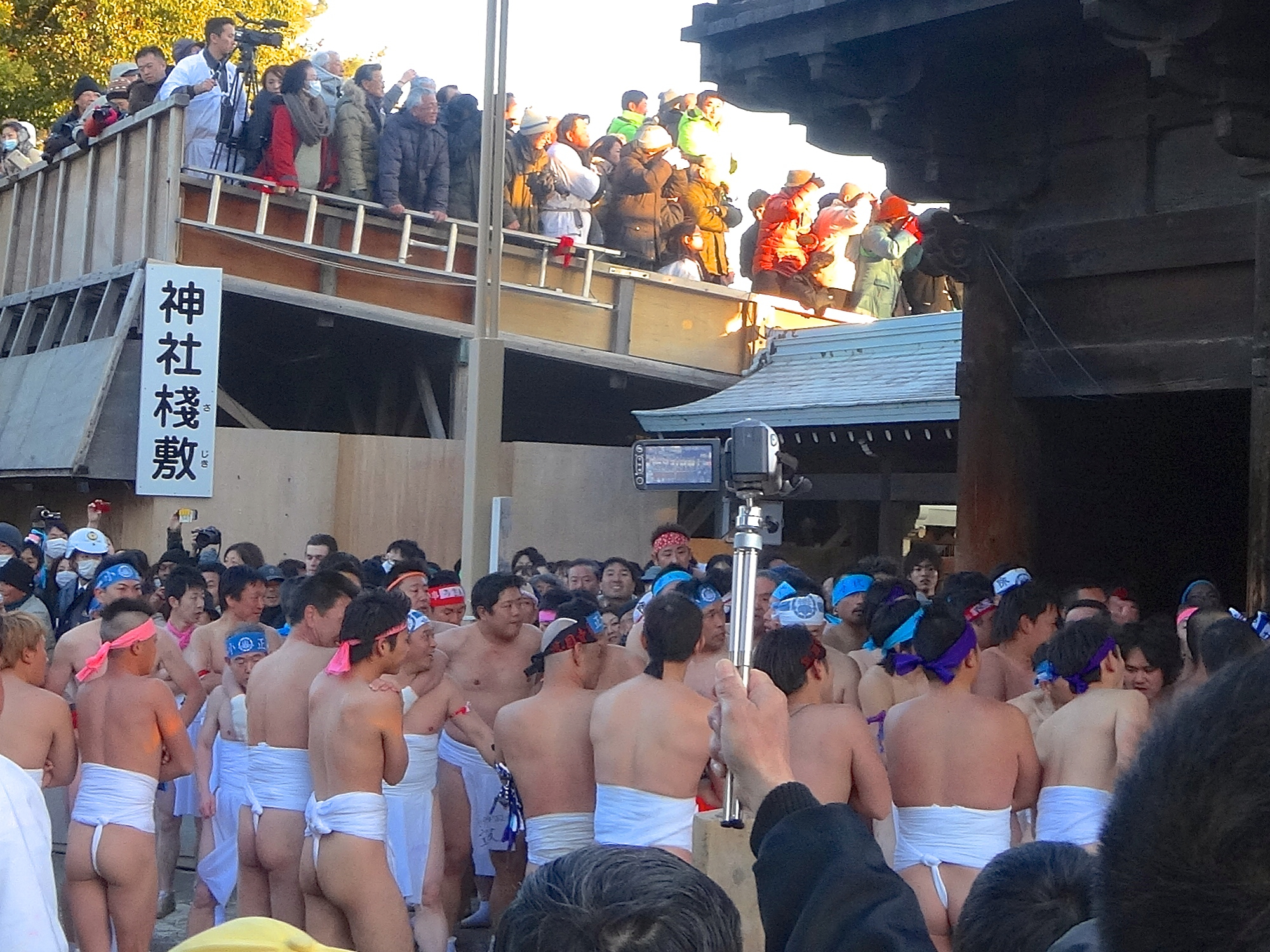
愛知縣国府宮裸祭（日语：国府宮はだか祭）